# Михр Хормозд
Михр Хормозд (персијски: مهرهرمزد‎) је био  ирански племић из куће Сурен. Био је син Марданшаха, падуспана Немроза, који је касније погубљен по наредбама сасанидског краља Хозроја II (владао 590-628). Године 628., Хозроја је свргнуо његов син Кавад II (владао 628.) и одвео га у затвор, где га је Михр Хормозд убрзо погубио јер је желео да се освети за очеву смрт. Међутим, након погубљења, Кавад је убио Михра Хормизда.